# (26688) Wangenevieve
(26688) Wangenevieve est un astéroïde de la ceinture principale.

## Description
(26688) Wangenevieve est un astéroïde de la ceinture principale. Il fut découvert le 19 mars 2001 à Socorro (Nouveau-Mexique) par le projet LINEAR. Il présente une orbite caractérisée par un demi-grand axe de 2,89 UA, une excentricité de 0,02 et une inclinaison de 2,9° par rapport à l'écliptique.

## Compléments